# Parnasso
Parnasso est une revue littéraire finlandaise. Elle a été créée en 1951 en fusionnant deux autres revues, Näköala et Ajan kirja, et en s’inspirant d’une revue littéraire suédoise, Bonniers Litterära Magasin. Parnasso était initialement placée sous les auspices de la Suomen Kulttuurirahasto, et est maintenant, depuis la fin des années 1960  la propriété de Otavamedia.
Créée après la Seconde Guerre mondiale, cette revue a constitué une ouverture, pour les jeunes générations, vers les nouvelles tendances littéraires et culturelles en Europe et dans le Monde. Son tirage est actuellement de 7 000 exemplaires,.

## Rédacteurs en chef
Les rédacteurs en chef successifs ont été les suivants : Kaarlo Marjanen (1951-1954), Lauri Viljanen (1954-1956), Aatos Ojala (1957-1958), Kai Laitinen (1958-1966), Tuomas Anhava (1966-1979), Juhani Salokannel (1980-1986), Jarkko Laine (1987-2002) et Juhana Rossi (2003-2004), Jarmo Papinniemi (2005-2012). 
Karo Haemaelaeinen en est le rédacteur en chef actuel,.